# Giải Mary Woodard Lasker cho phục vụ công ích
Giải Mary Woodard Lasker cho phục vụ công ích (tiếng Anh: Mary Woodard Lasker Award for Public Service) là một trong bốn giải của Quỹ Lasker dành cho người hoặc tổ chức có thành tích phục vụ lợi ích công cộng.
Trước đây tên giải là "Giải phục vụ công ích Albert Lasker". Từ năm 2000 được đặt tên lại như trên để vinh danh người vợ của Albert Lasker.

## Danh sách các người hoặc cơ quan đoạt giải
- 2013 Bill Gates và Melinda Gates
- 2011 The Clinical Center of the National Institutes of Health
- 2009 Michael Bloomberg
- 2007 Anthony Fauci
- 2005 Nancy Brinker
- 2003 	Christopher Reeve
- 2001 	William Foege
- 2000 	Betty Ford, Harold P. Freeman, David J. Mahoney, The Science Times của báo The New York Times và John Edward Porter
- 1995 	Mark O. Hatfield
- 1993 	Paul G. Rogers và Nancy Wexler
- 1991 	Robin Chandler Duke và Thomas P. O'Neill, Jr.
- 1989 	Lewis Thomas
- 1988 	Lowell P. Weicker, Jr.
- 1986 	Ma Haide (George Hatem)
- 1985 	Lane W. Adams và Ann Landers (Eppie lederer)
- 1984 	Henry J. Heimlich
- 1983 	Maurice R. Hilleman và Saul Krugman
- 1979 	John Wilson
- 1978 	Elliot L. Richardson và Theodore Cooper
- 1976 	Tổ chức Y tế thế giới
- 1975 	Jules C. Stein
- 1973 	Warren Magnuson
- 1968 	Lister Hill
- 1967 	Claude Pepper
- 1966 	Eunice Kennedy Shriver
- 1965 	Lyndon Baines Johnson
- 1963 	Melvin R. Laird và Oren Harris
- 1960 	John B. Grant và Abel Wolman
- 1959 	Maurice Pate
- 1958 	Basil O'Connor
- 1957 	Frank G. Boudreau, C.J. Van Slyke và Reginald M. Atwater
- 1956 	William P. Shepard
- 1955 	Robert D. Defries, Quỹ Menninger, Nursing Services của U.S. Public Health Service, Pearl McIver và Margaret G. Arnstein
- 1954 	Leona Baumgartner
- 1953 	Felix J. Underwood và Earle B. Phelps
- 1952 	G. Brock Chisholm và Howard A. Rusk
- 1951 	Florence R. Sabin
- 1950 	Eugene Lindsay Bishop
- 1949 	Marion W. Sheahan
- 1948 	R.E. Dyer và Martha M. Eliot
- 1947 	Alice Hamilton
- 1946 	Alfred Newton Richards và Fred L. Soper